# Apotegma
Apotegma (do grego αποφθεγμα, translit. apóphthegma: 'preceito'; derivado do verbo apophthéggomai: 'declarar alto, enunciar uma sentença, enunciar uma resposta em forma definitiva, proferir um oráculo') é uma sentença breve, de caráter aforístico. Tem como objetivo enunciar um conteúdo de natureza moral de maneira extremamente sintética e eficaz. O apotegma tem traços comuns com a anedota e com o provérbio, embora não sendo completamente redutível a essas formas. Assim como o aforismo (do grego ἀφορισμός, translit. aphorismós,oû: 'delimitação, distinção, definição', der. de apphorízó: 'separar, definir'), o apotegma é, geralmente, de autoria conhecida, atribuída a um personagem célebre, distinguindo-se do provérbio, que é de  origem desconhecida e faz parte da cultura popular. 

## História
No século I a.C., Plutarco reuniu em Apophthegmata Laconica as máximas de figuras notáveis de Esparta. 
A primeira menção latina de que se tem registro é de Cicero: "coisas graciosas e danosas como aquelas que reproduziu Catão, o Velho as quais se chamam Apotegmas". 
Na Bíblia, no Livro dos Provérbios, recorre-se ao chamado apotegma numeral, isto é, aquele no qual se afirma que três, quatro ou mais coisas são isto ou aquilo: Por três coisas se alvoroça a terra, e a quarta não a pode suportar: pelo servo, quando reina; e pelo tolo, quando anda farto de pão: pela mulher aborrecida, quando casa; e pela serva, quando fica herdeira da sua senhora. (30, 21-23).
No século V registraram-se apotegmas e anedotas dos Padres do Deserto, na compilação Apophthegmata Patrum Aegyptiorum. 
Francis Bacon publicou uma coleção com o título Apoththegms New and Old (1624). 
São bem conhecidos os apotegmas de Samuel Johnson, tais como Patriotism is the last refuge of a scoundrel ("o patriotismo é o último refúgio do canalha").
O Padre Manuel Bernardes (1644-1710) deixou  uma importante coleção de apotegmas na sua Nova Floresta ou Silva de Vários Apótegmas e Ditos Sentenciosos Espirituais, e Morais, com Reflexões em que o Útil da Doutrina se Acompanha com o Vário da Erudição Assim Divina, Como Humana (1706-1728), em 5 volumes . A obra apresenta, por ordem alfabética, "ditos bons e sentenciosos de varões ilustres" referentes a um pecado ou virtude. O autor ainda estava na letra J, da virtude «Justiça», quando faleceu.